# История евреев Битолы
История евреев в Битолы — хронологическое развитие социально-экономического, культурно-религиозного и других аспектов жизни еврейской общины в северомакедонском городе Битола.

## До переселения сефардов
Древняя географическая область Македония была фактически первой европейской территорией, в которой существовала большая еврейская община. Во времена Александра Македонского и Римской империи евреи, известные как романиоты, переселялись на территорию географической области Македонии с востока.

## XVI—XVIII века
Самая большая еврейская иммиграция на территорию географической области Македония произошла в период владычества Османской империи, когда после изгнания из Испании и Португалии в 1492 году большое количество евреев прибыло на Балканы. Евреи-сефарды с Пиренейского полуострова в XV в. Кроме городов сегодняшней исторической Македонии расположенной сегодня почти полностью в Греции (Салоники, Верия, Флорина), они в массовом порядке переселялись в Битолу, который тогда носил греческое название Монастир,, а также в другие города османской Македонии. Пиренейские евреи селились в отдельном квартале, говорили на языке ладино, были носителями сефардского фольклора и традиционной иудейской культуры. После их переселения появились синагоги, религиозные школы, религиозные суды и общества взаимопомощи.
Переселенцы создали две общины в Монастире — «арагонскую» и «португальскую» и в течение сотен лет, вплоть до Холокоста, посещали отдельные синагоги.
В XVI веке в Монастири было около 200 еврейских семей. Еврейская община Монастира имела контакты с другими иудейскими центрами Османской империи. В конце XVI века в Монастире вспыхнул пожар, уничтоживший много еврейских домов и синагог. После этого, так как у них не было достаточно денег для восстановления обоих сгоревших синагог, арагонская и португальская общины решили создать совместный фонд для восстановления одной общей синагоги. Часто под синагоги использовались и частные дома.
В XVI—XVII веках большая часть еврейского населения Монастира была занята в сфере торговли и ремесел. Они занимались ткачеством, производством одежды, были ювелирами, сборщиками налогов, мясниками, денежными кредиторами, виноградарями и продавцами. Сефардам-торговцам часто приходилось переезжать с места на место, из страны в страну.

## XIX — начало XX века

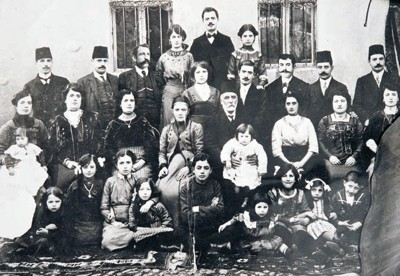
Семья Соломона Колономоса

В 1863 году пожар уничтожил большую часть еврейского квартала города. Община обратилась за помощью к известному британскому благотворителю сефардского происхождения Мозесу. Это обращение ознаменовало начало переориентации сефардской общины на европейскую культуру и постепенное внедрение у еврейского населения светского образования и ценностей. Изменения произошли в то время, когда налаживались новые транспортные связи с Салониками, где проживала одна из наибольших еврейских общин Балкан.
В 1889 году из 31257 жителей города 5500 были евреями.
Во время илинденского восстания 1903 года тысячи монастирли (как местные жители называли сефардов Битоли) эмигрировали в Северную и Южную Америки, Иерусалим и Салоники. После окончания Второй Балканской войны 1913 года Монастир был переименован в Битолу и оказался в зоне, контролируемой Сербией.

## Межвоенный период

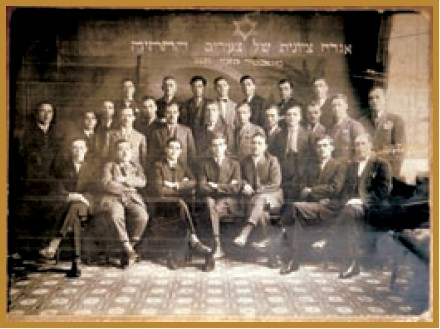
Сионистская группа с Битолы, 1927 год

На рубеже XX века еврейское население Битолы достигло 11 тысяч, но к 1914 году эмиграция привела к сокращению численности еврейской общины до 6 тысяч. Во время Первой мировой войны более 5 тысяч евреев Битолы стали беженцами. К окончанию войны еврейская община насчитывала чуть более 3000. Битола стала частью Королевства Югославия.
После первой мировой войны Ицхак Елисафан, известный учитель и кантор в Битоле, создал Ломдей Тору, учебное заведение для молодежи. Ломдей Тора в городе показывало спектакли на иврите. Ученики Елисафана устраивали парады на улицах Битоли, во время которых одевались в традиционную одежду и пели еврейские песни.
В 1920-х и 1930-х годах среди местных евреев распространились сионистские настроения. В эти годы около 500 битольских сефардов эмигрировали в Палестину.
В период интербеллума евреи Битолы жили вдоль реки Драгор в квартале без каких-то наружных ограждений. Квартал был поделен на районы La Bustanico, La Tavana, La Bomba, Los Corttijos, Ciftlik и др. Почти над каждыми дверями жилищ была надпись на иврите, которая отмечала год возведения дома по еврейскому летоисчислению.
Уровень образования большинства евреев был низким. Лишь несколько семей могли позволить себе отправить своих детей в среднюю школу. В возрасте 10 лет большинство детей оставляли обучение для материальной поддержки своих семей: мальчиков в качестве учеников отдавали к мастерам, а девочек привлекали к традиционным «женским занятиям».

## Трагедия евреев Битолы

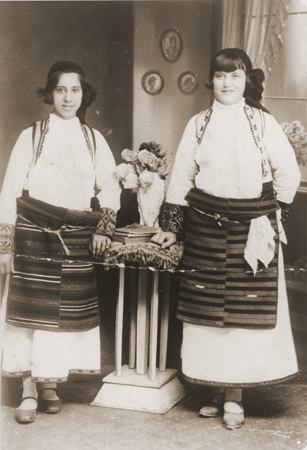
Еврейские девушки из Битолы в традиционных македонских костюмах, 1937 год

Накануне оккупации в Битоле проживало 810 еврейских семей — 3351 человек.
В 1941—1944 годах территория сегодняшней Северной Македонии находилась под властью болгарских оккупантов.
4 октября 1941 года оккупационные власти запретили евреям этой территории заниматься производством или торговлей. Все существующие еврейские предприятия имели три месяца, чтобы передать право собственности неевреям или продать свои активы. В конце 1941 года евреев заставили переселиться в гетто.
2 июля 1942 года правительство Болгарии потребовало, чтобы все еврейские хозяйства отдавали 20 % всех активов, включая имущество, мебель, наличные и предметы домашнего обихода. Были созданы комитеты для оценки стоимости имущества евреев. Имущество тех, кто не имел денег на уплату налога, продавалось на аукционе.
11 марта 1943 года в Битоле, Скопье и Штипе несколько сотен полицейских и солдат собрались в городских полицейских участках в 2 часа утра, чтобы получить указания относительно вывоза евреев и их вещей. В Битоле болгарские военные установили блокаду города, чтобы предотвратить побеги.
В период с 5 до 6 часов болгарскими оккупантами был осуществлен рейд по гетто с целью оповещения о высылке евреев. Практически все еврейское население города было загружено в товарные вагоны. Многие женщины и девушки были изнасилованы.
Из 3276 депортированных евреев Битолы только пятерым удалось сбежать. Кроме того, болгары освободили трех евреев. Несколько евреев бежали на территорию оккупированной Греции в надежде на спасение, но почти все они впоследствии погибли в Освенциме. Несколько десятков молодых еврейских мужчин и женщин с Битолы присоединились к партизанам и воевали в разных подразделениях; некоторые из них были убиты в бою. Подавляющее же большинство этих людей погибло в Треблинке.
Сегодня в городе проживает всего один еврей.